# Richard O'Connor
Sir Richard Nugent O'Connor (Srinagar, 21 agosto 1889 – Londra, 17 giugno 1981) è stato un generale britannico.
Il Tenente generale O'Connor è stato comandante della Western Desert Force nei primi mesi delle operazioni in Nordafrica della seconda guerra mondiale e fu il comandante in capo dell'Operazione Compass, nel corso della quale le truppe britanniche, mobilissime e efficienti, sbaragliarono completamente le forze italiane schierate in Nordafrica, numericamente superiori ma scarsamente addestrate e prive di equipaggiamenti e armamenti moderni.

## Biografia

### Vittoria completa in Cirenaica
All'inizio della seconda guerra mondiale, Richard O'Connor, ufficiale esperto e stimato negli ambienti dell'Esercito inglese e in precedenza impegnato nel comando di una brigata leggera nell'India nord-occidentale, era al comando delle forze britanniche nella Palestina meridionale.

Nel giugno 1940 (nell'imminenza dell'entrata in guerra dell'Italia) venne riassegnato dal Comando Medio Oriente, alla testa della cosiddetta Divisione Mobile schierata con una serie di reggimenti blindati leggeri a difesa dell'Egitto in vista di una possibile minaccia italiana. Il generale mantenne il comando del reparto meccanizzato anche dopo il suo rafforzamento con nuovi reggimenti blindati pesanti inviati dall'Inghilterra e la sua conseguente ridenominazione in 7ª Divisione corazzata (i famosi Topi del Deserto).

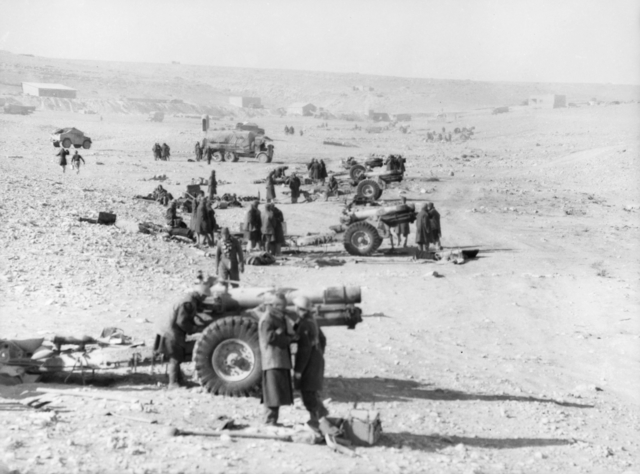
Obici britannici da 6 pollici bombardano la piazzaforte italiana di Tobruk nel gennaio 1941.

Dopo l'entrata in guerra dell'Italia e la successiva avanzata delle forze nemiche in Egitto fino a Sidi Barrani, O'Connor manovrò con abilità i suoi reparti, organizzando una riuscita ritirata manovrata e infliggendo perdite con alcune rapide puntate meccanizzate contro le lente colonne del nemico.

Durante la pausa operativa da settembre a dicembre 1940, O'Connor venne promosso tenente generale e incaricato del comando della Western Desert Force che raggruppava tutte le forze mobili britanniche in Africa settentrionale (in pratica la 7ª Divisione corazzata e la 4ª Divisione fanteria anglo-indiana); fu lo stesso O'Connor ad ideare tatticamente il piano di controffensiva della cosiddetta Operazione Compass che, sferrato il 9 dicembre 1940, avrebbe travolto subitaneamente lo schieramento italiano e avrebbe dato una svolta alla guerra sul fronte africano.
Nei successivi due mesi, dopo questo primo clamoroso successo, il generale O'Connor diede prova di notevole energia e di grande abilità nella manovra di forze corazzate aggirando sistematicamente le fortezze italiane (Bardia, Tobruk, Derna), combinando opportunamente forze corazzate, fanteria, artiglieria e aviazione, e completando a Beda Fomm, con una riuscita manovra di accerchiamento compiuta dalla "Combe Force" guidata, appunto, dal Generale di Brigata John Combe, la distruzione della intera 10ª Armata italiana.
Si trattò probabilmente, della più completa e brillante vittoria britannica di tutta la guerra mondiale e il generale O'Connor diede una notevole dimostrazione di capacità militari e di comprensione delle tattiche moderne con forze meccanizzate. Per questi suoi successi, secondo alcuni storici britannici, O'Connor deve essere considerato uno dei migliori generali operativi inglesi della seconda guerra mondiale ed anche degno di stare accanto al prestigioso generale tedesco Erwin Rommel come esperto di guerra nel deserto.

### Cattura e prigionia
Dopo la vittoria, O'Connor venne richiamato al Cairo per riorganizzare le sue forze ormai esauste in vista di una successiva avanzata in Tripolitania, mentre la difesa della Cirenaica venne affidata ai deboli e inesperti reparti appena giunti dall'Inghilterra e affidati al generale Philip Neame; la successiva controffensiva dell'aprile 1941 da parte delle mobilissime forze tedesche dell'Afrikakorps del Generale Rommel colse totalmente impreparate le difese britanniche che vennero rapidamente superate e costrette a ripiegare nuovamente verso l'Egitto perdendo tutto il terreno conquistato (tranne Tobruk che venne aspramente difesa dalla 9ª Divisione fanteria australiana).

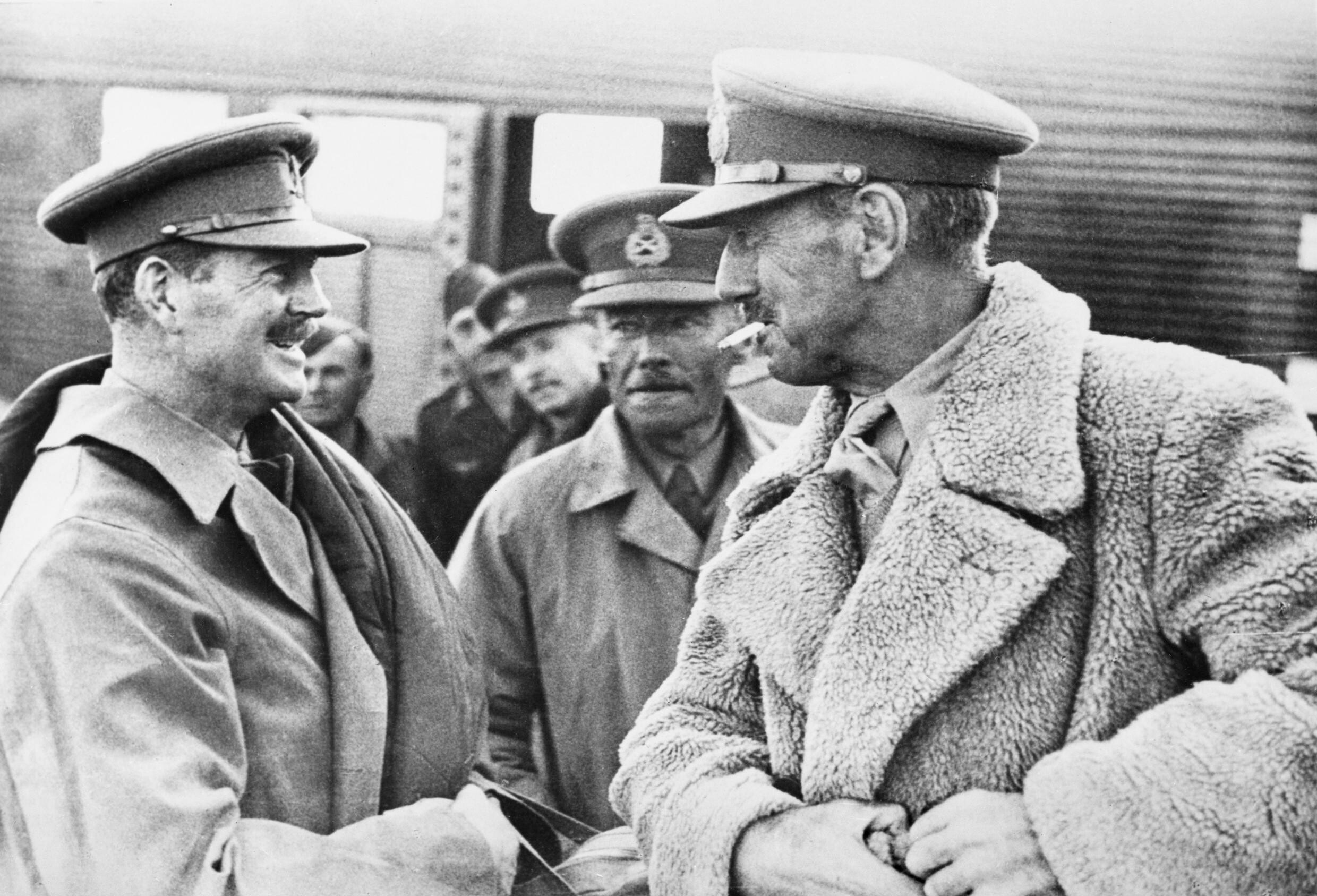
Il generale O'Connor (al centro, in secondo piano) con il brigadier generale Combe (a sinistra) con il generale Philip Neame (al centro), e il maggior generale Michael Gambier-Parry (a destra) dopo la cattura da parte italo-tedesca, il 7 aprile 1941.

Il generale Neame, nuovo alla guerra del deserto, venne sorpreso dalle abili manovre tedesche e quindi il generale Archibald Wavell, comandante supremo del Teatro del Medio Oriente, decise di inviare precipitosamente O'Connor sul fronte combattente per aiutarlo a controllare la situazione e consigliarlo.

Malauguratamente, appena giunto con i suoi collaboratori nei pressi di Derna, il generale O'Connor fu catturato (per un errore di direzione da parte del suo autista) da una pattuglia di bersaglieri, la notte del 7 aprile 1941, insieme ai generali Combe e Carton de Wiart. A sua volta anche Neame e il generale Gambier Parry (comandante della 2ª Divisione corazzata) vennero catturati dalle pericolose colonne mobili tedesche.
Il generale O'Connor trascorse quindi oltre due anni in un campo italiano di prigionia presso Vincigliata, dal quale fu liberato solo dopo l'8 settembre 1943, rifugiandosi negli appennini romagnoli con altri generali ed ufficiali britannici, tra cui il citato generale Combe.
Con l'aiuto dei Partigiani Pesaresi e Romagnoli ed in particolare è  Guido Canestrari, falegname pesarese insieme ad altri a rischiare più volte la sua vita per far fuggire i tre generali  inglesi, come citato nel suo libro, scritto nel 1992 dove racconta della vicenda. O'Connor riuscì a rientrare in patria nel dicembre del 1943, assieme al generale Neame e al maresciallo dell'aria Owen Tudor Boyd. Mentre l'aiutante di campo di Neame, il generale Combe, rimase negli Appennini forlivesi, con altri alti ufficiali britannici tra cui il generale Edward Todhunter, fino alla fine di marzo 1944, per mantenere i rapporti con i partigiani locali e in particolare con la formazione guidata dal comandante "Libero", Riccardo Fedel.

### Campagna in Europa nord-occidentale
Nel 1944 O'Connor ottenne il comando dell'VIII Corpo d'Armata in Normandia con cui partecipò a numerose battaglie della campagna di liberazione in Europa; in particolare guidò il grande raggruppamento corazzato organizzato per l'Operazione Goodwood, che tuttavia non ottenne i risultati sperati e subì pesanti perdite di fronte alle forze anticarro tedesche. O'Connor venne criticato per la sua condotta generale e per le tattiche di impiego delle forze corazzate.

Durante la campagna del 1944-1945 O'Connor (forse anche perché subordinato ad un comandante esigente e autoritario come il generale Montgomery) non ottenne risultati paragonabili alle sue vittorie nel deserto, pur partecipando fino alla fine alle ultime fasi vittoriose della guerra in Belgio e in Germania Nord-Occidentale.
Dopo la fine della guerra O'Connor divenne nel 1945 Governatore dell'India Orientale ed infine, nelle fasi finali del dominio britannico del subcontinente indiano, Governatore dell'India Settentrionale.

Il suo ultimo incarico nelle Forze Armate Britanniche fu quello di Aiutante di campo a Londra.

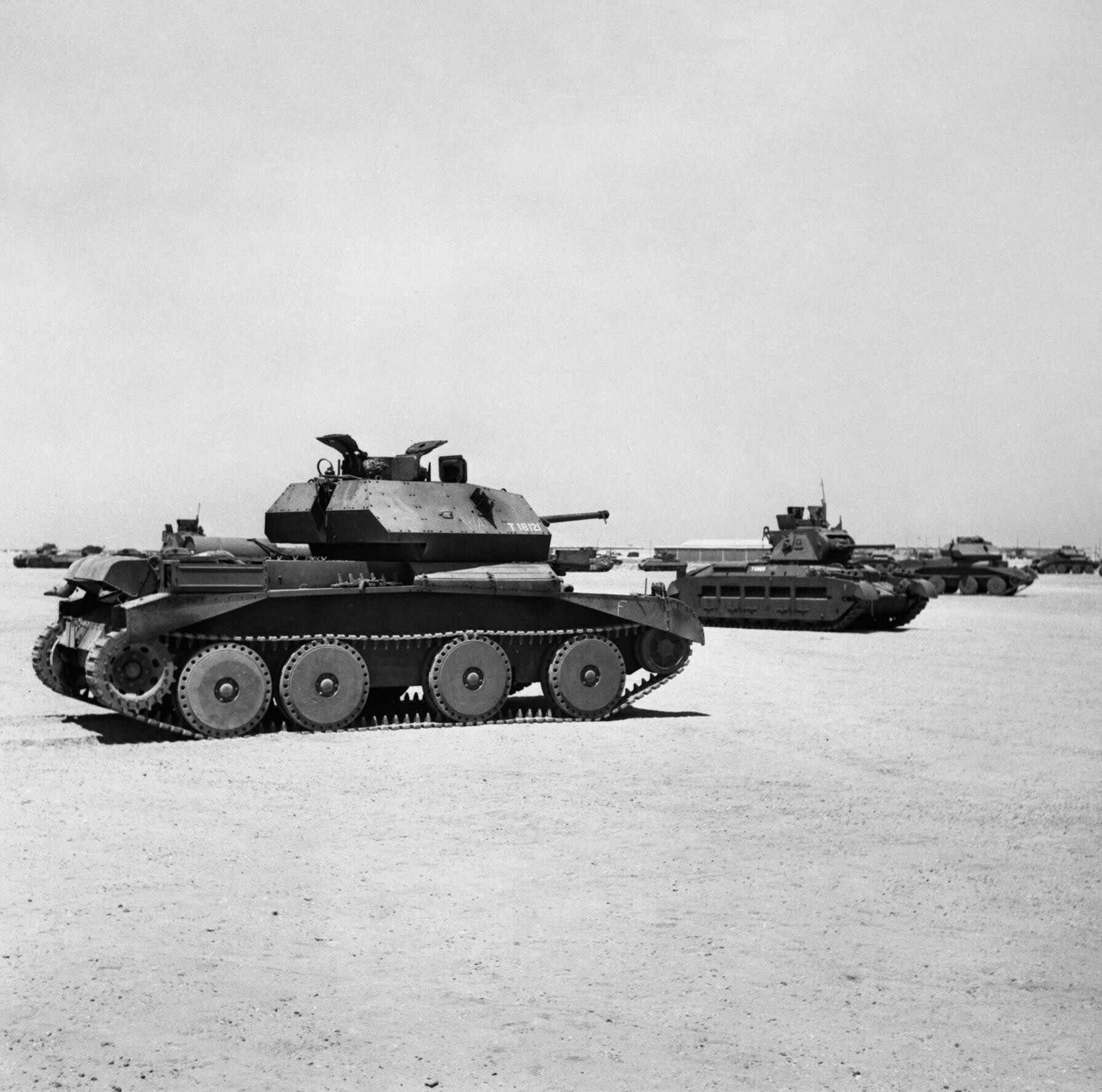
Carri britannici Cruiser e Matilda in azione nel deserto libico nel 1941.

Richard O'Connor dimostrò, specialmente durante il suo periodo di comando nel deserto, grandi qualità di comando, energia e preparazione; comandò con abilità le forze meccanizzate britanniche e ottenne rilevanti successi nel periodo di maggior debolezza inglese, contribuendo in modo decisivo a sollevare il morale in Patria e a fiaccare le velleità imperiali italiane in Africa.

La cattura ne interruppe bruscamente la carriera e impedì un suo confronto diretto con Rommel, mentre il successivo periodo di comando in Europa confermò solo in parte le qualità dimostrate nel deserto e evidenziò forse un suo logoramento morale e fisico a seguito della prigionia; tuttavia i risultati ottenuti con le sue deboli forze in Africa nel 1940-1941 e le capacità tattiche e strategiche dimostrate sul campo, confermano in generale le grandi capacità militari di O'Connor e la sua posizione di rilievo tra i comandanti alleati della seconda guerra mondiale.
È tra i militari britannici più decorati: Ordine del Cardo, Ordine del Bagno, Distinguished Service Order (due volte), Military Cross, Medaglia d'argento al valor militare, Croix de guerre e Legion d'Onore ed ha servito come aiutante di campo di Re Giorgio VI. È stato anche menzionato nei dispacci di guerra nove volte, durante la prima guerra mondiale; una volta in Palestina nel 1939; per tre volte durante la seconda guerra mondiale.